# Xã Richland, Quận Beadle, Nam Dakota
Xã Richland (tiếng Anh: Richland Township) là một xã thuộc quận Beadle, tiểu bang Nam Dakota, Hoa Kỳ. Năm 2010, dân số của xã này là 128 người.